# 1-アミノメチル-5-メトキシインダン
1-アミノメチル-5-メトキシインダン(1-Aminomethyl-5-methoxyindane)またはAMMIは、パデュー大学のデヴィッド・E・ニコルズらが開発した薬剤で、選択的セロトニン放出薬として作用し、ジフルオロメチレンジオキシアンフェタミン(DFMDA)と似たようなアフィニティーでセロトニントランスポーターと結合する。